# 城繁幸
城 繁幸（じょう しげゆき、1973年 - ）は、山口県出身の作家、人事コンサルタント。株式会社ジョーズ・ラボ（Joe's Labo）代表取締役。ワカモノ・マニフェスト策定委員会のメンバー。

## 人物
山口県立徳山高等学校、東京大学法学部を卒業後、1997年に富士通に入社。富士通では人事部に勤務し、成果主義を導入した新人事制度導入直後から運営に携わった。2004年に退社し、富士通が行った成果主義の問題点や日本型成果主義の矛盾点を自著で主張している。

## 主張
- 竹中平蔵が提唱する労働ビッグバンの信奉者で、労働ビッグバンが若者を救うと主張している[3]。
- 「世代間格差」の視点から、主に雇用や労働における格差是正を主張している。新卒一括採用や終身雇用、年功序列反対の立場を表明。雇用の流動化、職務給化による「同一労働同一賃金」の実現を主張している[4]。
- 「よりよい処遇を求めて多くの労働者がばんばん流動化し始めるまで、日本がデフレ脱却することはないだろう。」[5] と主張している。
- 企業が内部留保を溜め込むことに肯定的で、内部留保を用いて労働者の雇用を守ることに反対している。内部留保への批判に対してはしんぶん赤旗が貧乏人をけしかけていると主張している[6]。

## 著作
- 『内側から見た富士通「成果主義」の崩壊』（光文社〈ペーパーバックス〉、2004年）
- 『日本型「成果主義」の可能性』（東洋経済新報社、2005年）
- 『若者はなぜ3年で辞めるのか? 年功序列が奪う日本の未来』（光文社〈光文社新書〉、2006年）
- 『3年で辞めた若者はどこへ行ったのか―アウトサイダーの時代』（筑摩書房〈ちくま新書〉、2008年）
- 『たった1%の賃下げが99%を幸せにする』（東洋経済新報社、2009年）
- 『7割は課長にさえなれません』（PHP研究所、2010年）
- 『若者を殺すのは誰か？』（扶桑社〈扶桑社新書〉、2012年）
- 『サラリーマン・キャリアナビ』★出世と喧嘩の正しい作法]（楽天kobo、2010年12月Vol.001～2012年8月Vol.042）
- 『それゆけ！連合ユニオンズ』［上］［中］]［下］][Kindle版]（株式会社スペースシップ〈ビジスパ〉、2013年）

### 共著
- （小黒一正、高橋亮平）『世代間格差ってなんだ 若者はなぜ損をするのか?』（PHP研究所、2010年）

### 討論番組
- 朝まで生テレビ!激論！若者に未来はあるのか!?（2009年10月）
- グローバルディベートWISDOM「大学改革 グローバル競争は何をもたらすか」（2015年9月27日・NHK BS1）